# Karangpaningal (Purwadadi)
Karangpaningal is een bestuurslaag in het regentschap Ciamis van de provincie West-Java, Indonesië. Karangpaningal telt 5290 inwoners (volkstelling 2010).